# بروس وين
بروس وين (بالإنجليزية: Bruce Winn)‏ هو خزاف وفنان أمريكي، ولد في 1959.